# Stephen Mix Mitchell
Stephen Mix Mitchell (ur. 9 grudnia 1743 w Wethersfield, Connecticut, zm. 30 września 1835 w Wethersfield, Connecticut) – amerykański prawnik i polityk.
W latach 1785–1788 był członkiem Kongresu Kontynentalnego.
Po śmierci Rogera Shermana został wybrany na jego miejsce w Senacie Stanów Zjednoczonych, gdzie reprezentował stan Connecticut w latach 1793–1795.